# Наполеон III
Шарл Луи Наполеон Бонапарт (на френски: Charles Louis Napoleon Bonaparte) е френски политик и император на французите, оглавявал Втората империя под името Наполеон III. Той е племенник на Наполеон I Бонапарт – син на неговия брат Луи (1778 – 1846) и Хортензия дьо Боарне (1783 – 1837).
Шарл Луи Наполеон е избран за президент на Франция по време на Втората република, установена с революцията от 1848 г. Той самият се титулува принц-президент (prince-président) Няколко години след това, в резултат на държавния преврат от 2 декември 1851 г., е разпусната републиканската Асамблея, а Луи Наполеон е провъзгласен за император под името Наполеон III. Така за Франция започва период на просперитет, който продължава две десетилетия. Френско-пруската война от 1870 г., капитулацията на Париж след 132-дневна обсада и абдикацията на Наполеон III бележат края на този период, известен още като Втора империя. Впоследствие във Франция е създадена Третата република, чиято история продължава до Втората световна война.
Времето на управление на Шарл Луи Наполеон като президент и като император е забележително с това, че започва мащабна реконструкция на Париж, разрешено е създаването на първите френски инвестиционни банки, провежда се последователна колониална политика и др.